# Zimowy Olimpijski Festiwal Młodzieży Europy 1995
II Zimowy Olimpijski Festiwal Młodzieży Europy 1995 – druga zimowa edycja olimpijskiego festiwalu młodzieży Europy, która odbyła się w dniach 5-9 lutego 1995 roku w Andorze. W imprezie wzięło udział 740 uczestników z 39 państw. Zawody zostały rozegrane w kategorii wiekowej młodzieży urodzonej w latach 1978–1979 (16/17 lat).

## Konkurencje
- biegi narciarskie (wyniki)
- łyżwiarstwo figurowe (wyniki)
- narciarstwo alpejskie (wyniki)
- short track (wyniki)

## Wyniki

### Biegi narciarskie
| Konkurencja                        | Złoto                                                            | Srebro                                                                     | Brąz                                                                |
| ---------------------------------- | ---------------------------------------------------------------- | -------------------------------------------------------------------------- | ------------------------------------------------------------------- |
| 7,5 km stylem klasycznym dziewcząt | Zuzana Kocumová                                                  | Jenny Wissting                                                             | Marianna Longa                                                      |
| 7,5 stylem dowolnym dziewcząt      | Olga Moskalenko                                                  | Katrin Šmigun                                                              | Éva Tófalvi                                                         |
| 10 km stylem klasycznym chłopców   | Martin Koukal                                                    | Konstantin Gostiajew                                                       | Siergiej Czeczotkin                                                 |
| 10 km stylem dowolnym chłopców     | Filippo Cagnati                                                  | Martin Koukal                                                              | Aleksiej Łuszkin                                                    |
| sztafeta mieszana                  | Szwecja Jenny Wissting · Anna Bylund · D. Wennblom · Björn Ferry | Włochy Marianna Longa · Tatiana Bossi · Giovanni Gerbotto · Ivan Margaroli | Czechy Zdenka Halamová · Zuzana Kocumová · M. Hobza · Martin Koukal |

### Łyżwiarstwo figurowe
| Konkurencja     | Złoto                                   | Srebro                         | Brąz                         |
| --------------- | --------------------------------------- | ------------------------------ | ---------------------------- |
| soliści         | Szabolcs Vidrai                         | Witalij Danylczenko            | David Jäsche                 |
| solistki        | Nadieżda Kanajewa                       | Vanessa Gusmeroli              | Krisztina Czakó              |
| tańce na lodzie | Isabelle Delobel i Olivier Schoenfelder | Jolanta Bury i Łukasz Zalewski | Krisztina Szabó i Tamás Sári |

### Narciarstwo alpejskie
| Konkurencja           | Złoto              | Srebro         | Brąz             |
| --------------------- | ------------------ | -------------- | ---------------- |
| slalom dziewcząt      | Dalia Lorbek       | Chiara Gronda  | Stina Dahlgren   |
| gigant dziewcząt      | Daniela Huber      | Marion Berger  | Chiara Gronda    |
| supergigant dziewcząt | Séverine Remondet  | Chiara Gronda  | Mélanie Lenoir   |
| slalom chłopców       | Stéphane Deslandes | Mitja Valenčič | Markus Larsson   |
| gigant chłopców       | Patrick Thales     | Beni Hofer     | Andrej Jerman    |
| supergigant chłopców  | Beni Hofer         | Simone Arfino  | Sondre Elvestrad |

### Short track
| Konkurencja       | Złoto                                                                | Srebro                                                               | Brąz                                                                        |
| ----------------- | -------------------------------------------------------------------- | -------------------------------------------------------------------- | --------------------------------------------------------------------------- |
| 500 m dziewcząt   | Ellen Wiegers                                                        | Szilvia Szabolcsi                                                    | Melanie De Lange                                                            |
| 500 m chłopców    | Fabio Carta                                                          | Artiom Morozow                                                       | Claude-Romain Farys                                                         |
| sztafeta mieszana | Włochy Marta Capurso · Evelina Rodigari · Fabio Carta · Manuel Corso | Węgry Szilvia Szabolcsi · Petra Vincze · Zsolt Lajos · Kornél Szanto | Wielka Brytania Renata Barnes · Sarah Lindsay · James Ellis · Frazer Wright |

## Klasyfikacja medalowa
Medale zdobyli reprezentanci 16 państw biorących udział w EYOD.
| L.p.  | Państwo         |    |    |    | Razem |
| ----- | --------------- | -- | -- | -- | ----- |
| 1.    | Włochy          | 4  | 5  | 2  | 11    |
| 2.    | Francja         | 3  | 1  | 2  | 6     |
| 3.    | Rosja           | 2  | 2  | 2  | 6     |
| 4.    | Czechy          | 2  | 1  | 1  | 4     |
| 5.    | Węgry           | 1  | 2  | 2  | 5     |
| 6.    | Szwecja         | 1  | 1  | 2  | 4     |
| 7.    | Słowenia        | 1  | 1  | 1  | 3     |
| 8.    | Szwajcaria      | 1  | 1  | 0  | 2     |
| 9.    | Holandia        | 1  | 0  | 1  | 2     |
| 10.   | Austria         | 1  | 0  | 0  | 1     |
| 11.   | Estonia         | 0  | 1  | 0  | 1     |
| 11.   | Polska          | 0  | 1  | 0  | 1     |
| 11.   | Ukraina         | 0  | 1  | 0  | 1     |
| 14.   | Niemcy          | 0  | 0  | 1  | 1     |
| 14.   | Norwegia        | 0  | 0  | 1  | 1     |
| 14.   | Rumunia         | 0  | 0  | 1  | 1     |
| 14.   | Wielka Brytania | 0  | 0  | 1  | 1     |
| Total | Total           | 17 | 17 | 17 | 51    |